# Església parroquial de l'Assumpció (Dénia)
L'església de l'Assumpció, sub invocatione Assumptionis Beatae Mariae Virginis, com era costum al S. XIII, situada a la Plaça de la Constitució de la localitat de Dénia, és una construcció del segle xviii, amb reformes dels segles XIX i XX. És Bé de Rellevància Local amb identificador nombre 03.30.063-005.
En el mateix cor de la ciutat, i a escassos metres de l'Ajuntament, està construïda en maçoneria i maó, encara que la pedra carreu s'empra en tot el sòcol. Té una coberta a dobles vessants, destacant la cúpula central de tipus blaus sobre un tambor octogonal.
Presenta una façana amb dues portes, la primera que dona l'accés al temple i la segona, la "Capella del Roser o de Sant Roc".
Al costat de l'ingrés principal es troba la torre-campanar.